# Ascocystida
Ordre
Les Ascocystida sont un ordre fossile d'éocrinoïdes.

## Liste des genres
Selon BioLib (17 novembre 2024) :
- †Ascocystites Barrande, 1887
- †Eustypocystis Sprinkle, 1973
- †Pareocrinus Yakovlev, 1956

## Systématique
L'ordre des Ascocystida a été créé en 1896 par Ernst Haeckel.
Cet ordre a pour synonymes :
- l'ordre des Ascocystitida Broadhead, 1982
- la famille des Ascocystitidae Ubaghs, 1967